# فانی تبریزی
عباس داداش‌زاده (زاده: ۱۳۴۷ در تبریز) شاعر، نویسنده و محقق در رشته ادبیات و عرفان اسلامی است.

## زندگی‌نامه
عباس داداش‌زاده متخلص به «فانی تبریزی» به سال ۱۳۴۷ در شهر تبریز دیده به جهان گشود. او که در عرصه عرفان و ادب صاحب ده‌ها کتب تألیفی و تحقیقی ارزشمند است، از شاگردان محمد عابد تبریزی است و نزد افرادی چون حسن حسن‌زاده آملی، سید حسن عاملی، بهاالدین خرمشاهی و منعم اردبیلی بهره‌ها برده است و چندین بار به عنوان داور و شاعر برگزیده جشنواره‌ها انتخاب شده‌است.

## آثار
- هفت شهر عشق[۷][۸]
- کاروان عشق[۹]
- عابد خلوت نشین[۱۰][۱۱]
- وصف خورشید[۱۲]
- سودای عشق[۱۳]
- شمع شب افروز[۱۴]
- یوسف و زلیخا[۱۵]
- کیمیای هستی[۱۶]
- عبادت احرار[۱۷]
- علی در آئینه علی[۱۸]
- ستارگان هدایت[۱۹]
- زلف دلاویز[۲۰]
- گوهرهای سیر و سلوک[۲۱]
- خاکیان عرش نشین[۲۲][۲۳]
- دلدادگان توحید[۲۴][۲۵][۲۶][۲۷][۲۸]
- غزل گنجینه سی[۲۹]
- شاه اقلیم ولا[۳۰]
- سه علامه تبریزی[۳۱]
- خط سرخ[۳۲][۳۳][۳۴]
- نگار پرده نشین[۳۵]
- ترجمه منظوم حدیث کساء[۳۶]
- مفاخر آذربایجان (فارسی و انگلیسی) [۳۷]
- مفاخر علمای اسلام (فارسی و عربی و انگلیسی) [۳۸]
- مفاخر شعر و ادب آذربایجان [۳۹]
- اختران تابناک [۴۰]
- لاله های زره پوش [۴۱]
- خطبه غدیر و چهل چکامه ماندگار از شاعران نامدار [۴۲]
- راز بندگی / ترجمه منظوم حدیث عنوان بصری [۴۳]
- ترجمه منظوم مناجات شعبانیه [۴۴]
- مجموعه زندگانی چهارده معصوم / در 14 جلد [۴۵]
- طریق قرآن و اهل بیت (ع) [۴۶]
- چهل حدیث و سیری در زندگانی اهل بیت (ع) / در 14 جلد [۴۷]
- تصحیح دیوان نیّر تبریزی ( به همراه علی حاجی بلند)[۴۸]
- فال های شگفت انگیز حافظ ( به همراه بهاءالدین خرمشاهی)[۴۹][۵۰][۵۱]